# Малофеев, Эдуард Васильевич
Эдуа́рд Васи́льевич Малофе́ев (род. 2 июня 1942, Красноярск) — советский футболист, нападающий сборной СССР. Заслуженный мастер спорта СССР (1967). Впоследствии — советский и российский футбольный тренер, заслуженный тренер Белорусской ССР (1979), заслуженный тренер СССР (1989).

## Биография
Родился в Красноярске, где вместе с семьёй оказался в эвакуации во время Великой Отечественной войны. В некоторых интервью своей родиной называл подмосковный город Коломну, в связи с чем появилось распространённое заблуждение о его месте рождения. В своей книге «Футбол! Вправо, влево и в ворота!» о месте рождения указывается следующее: «родители зачали меня в Коломне, а появился я на свет в Красноярске». После окончания войны семья Малофеевых вернулась в Коломну. Футболом Эдуард начал заниматься под влиянием своего отца, который работал слесарем, а в свободное время играл в футбол. Младший брат Михаил в 1971—1972 годах провёл три матча в чемпионате СССР.

### Клубная карьера
Игровую карьеру Малофеев начал в коломенском «Авангарде» в 1960 году, и помог команде подняться в класс «Б» чемпионата страны. Несмотря на то, что игра молодого нападающего в этот период не отличалась результативностью его талант сумели рассмотреть в московском «Спартаке» и следующий сезон он начал в составе московской команды. Первоначально выступал за дубль «красно-белых», в первом же матче отметившись хет-триком. Всего за дубль «Спартака» он сумел забить более 20 голов, чему не смогли помешать ни приступ аппендицита, ни травма запястья. По ходу сезона главный тренер команды Никита Симонян стал привлекать Малофеева к матчам основной команды. Несмотря на то, что до конца сезона он провёл лишь четыре матча, свою золотую медаль чемпиона СССР получить сумел. В том же году нападающий получил звание Мастера спорта и приглашение в молодёжную сборную СССР.
В начале 1963 года Малофеев по приглашению тренера Александра Севидова перешёл в минское «Динамо», мотивируя этим желанием играть в основной команде, а не в дубле. Дебютный сезон получился более чем удачным: минчане во второй раз в истории выиграли бронзовые медали чемпионата СССР, а сам Малофеев стал вторым бомбардиром чемпионата, отличившись за сезон 21 раз. Примечательно, что первый свой гол на высшем уровне он забил в ворота «Спартака», реализовав пенальти в ворота Владимира Маслаченко. В Минске Малофеев на протяжении десяти сезонов играл в связке с Михаилом Мустыгиным, выступая в роли оттянутого форварда (центральным нападающим, как правило, был Мустыгин). В скором времени Малофеев сумел стать любимцев белорусских болельщиков и настоящим лидером команды, получив в ней капитанскую повязку. В 1965 году он помог динамовцам дойти до финала Кубка СССР, где они уступили «Спартаку», однако в чемпионатах СССР команда выступала нестабильно, чередуя удачные сезоны с провальными. В 1971 году минчане были вынуждены бороться за сохранение места в Высшей лиге и голы Малофеева в заключительных турах позволили команде остаться в элите советского футбола, а самому нападающему стать лучшим бомбардиром чемпионата (всего ему удалось отличиться 16 раз) и стать двадцатым членом символического клуба бомбардиров Григория Федотова (всего у него в зачёте значится 109 голов).
В 1972 году Малофеев получил серьёзную травму мениска, после чего начал задумываться о завершении игровой карьеры. Последние два сезона появлялся на поле лишь эпизодически, а «Динамо» в результате вылетело в Первую лигу. В этом турнире нападающий и завершил свою карьеру, отметившись пятью забитыми голами. Всего за минскую команду он провёл 278 матчей, забив при этом 114 голов, являясь лучшим бомбардиром в её истории.

### Карьера в сборной
Малофеев впервые был вызван в сборную СССР в 1963 году Константином Бесковым, дебютировав в матче со сборной Венгрии. Вместе с командой принимал участие в Евро-1964 и, несмотря на то, что на поле не появлялся, стал серебряным призёром турнира.
Более заметную роль в сборной сыграл на чемпионате мира в Англии, где советская сборная единственный раз в истории дошла до полуфинала турнира. В первом матче против сборной КНДР Малофеев сделал дубль, забив первый и третий голы в матче (он закончился со счётом 3:0). Ещё один гол он забил в матче за третье место в ворота сборной Португалии, однако советская сборная проиграла его со счётом 1:2 (советские источники приписывали этот гол Славе Метревели). Последним турниром для Малофеева в составе сборной стал Евро-1968. Всего в составе сборной сыграл 40 матчей и забил 6 голов.

### Тренерская карьера
Сразу после завершения игровой карьеры стал тренером, работал в минском и брестском «Динамо», а в последнем он начал самостоятельную тренерскую карьеру.
В середине 1978 года Малофеев стал главным тренером минского «Динамо», которое на тот момент выступало в Первой лиге. В сжатые сроки молодой тренер сумел стабилизировать игру команды, которая по итогам турнира смогла завоевать путёвку в Высшую лигу. Первые три сезона после возвращения в элиту советского футбола у Малофеева ушло на построение команды. Наконец, в 1982 году минчане впервые в истории выиграли чемпионат СССР. Отстоять титул на следующий сезон динамовцы не сумели, но заняли достойное третье место. После этого за Малофеевым закрепилась репутация одного из лучших тренеров СССР, а его работа привлекла внимание Федерации футбола СССР.
В конце 1983 года он возглавил олимпийскую и молодёжную сборные СССР, а уже в 1984 году стал главным тренером сборной СССР. Под его руководством команда успешно квалифицировалась на предстоящий чемпионат мира в Мексике, однако в 1986 году провела несколько неудачных товарищеских матчей, после чего спортивное руководство приняло решение отстранить Малофеева от руководство сборной, заменив его на Валерия Лобановского.
Ещё до отставки с поста главного тренера сборной Малофеев вернулся к клубной работе, возглавив московское «Динамо», которое к тому времени окончательно стало середняком чемпионата. Под руководством Малофеева динамовцы сумели включиться в борьбу за титул. Судьба золотых медалей должна была решиться в заключительном матче чемпионата с киевским «Динамо», которое завершилось победой последних со счётом 1:2. Однако уже в следующем сезоне «бело-голубые» откатились на 10-е место и Малофеев оставил пост. В последние годы существования СССР он вновь возглавлял минский клуб, однако новых успехов добиться не сумел.
После распада СССР Малофеев больше не работал с элитными командами и ничем особым себя проявить не сумел. Тем не менее под его руководством «Динамо-Газовик» в 1993 году вышло в Высшую лигу, а махачкалинский «Анжи» (в 1996 году) и санкт-петербургское «Динамо» (в 2009 году)в Первую лигу. Под его руководством «Псков», после победы в любительском первенстве России получил профессиональный статус и вышел во Вторую лигу в 1999 году.
С 2000 по 2003 год Малофеев возглавлял сборную Беларуси по футболу. Именно при Малофееве сборная достигла наилучшего результата в истории, заняв третье место в отборочной группе чемпионата мира 2002, едва не выйдя в стыковые матчи. В тренерском штабе при нём работал массажист Виктор Жаковко, который благодаря своей густой бороде становился нередко объектом различных обсуждений со стороны болельщиков. Беларусь упустила путёвку, проиграв Украине 0:2 и Уэльсу 0:1 — после матча против Украины Малофеев обвинил Валентина Белькевича и Александра Хацкевича в сдаче игры и изгнал их из сборной, хотя по оценке украинских журналистов, именно они были лучшими игроками в белорусской сборной. По словам вратаря Геннадия Тумиловича, в 2003 году во время отборочного цикла к чемпионату Европы 2004 года Малофеев обвинил игроков в том, что им заплатили за сдачу матча против Австрии, и заставил их «публично позориться» — белорусы проиграли в гостях 0:5 австрийцам, а Тумиловича Малофеев отказался менять, несмотря на физическую и психологическую усталость вратаря.
Работал в футбольной академии белорусского клуба «МТЗ-РИПО» с 2004 по 2005 год. В 2006 году возглавил литовский клуб «Каунас», принадлежащий бизнесмену Владимиру Романову, которому также принадлежат шотландский «Харт оф Мидлотиан» и «МТЗ-РИПО». В том же году Малофеев занял пост спортивного директора эдинбургцев, а позднее также и пост главного тренера «МТЗ-РИПО», который он занимал до 2007 года. В конце 2007 года — главный тренер литовского клуба «Шилуте». С 26 сентября 2008 года по 28 ноября 2009 был главным тренером «Динамо» из Санкт-Петербурга, которое вывел в Первый дивизион (победив в зоне «Запад» второго дивизиона 2009 года). С декабря 2009 по май 2010 — главный тренер «Шахтёра» из Солигорска. 22 июля 2010 года Малофеев вновь возглавил петербургское «Динамо» (на тот момент аутсайдера Первого дивизиона). Контракт был подписан до конца сезона 2010 года с возможностью продления ещё на один год, однако уже 17 августа 2010 покинул пост. Президент «Динамо» Цапу отметил, что «Малофеев сам попросил его отпустить, заявив, что бессилен выправить турнирное положение с таким составом». За несколько дней до ухода Малофеев критически отозвался о сложившейся ситуации (о слабой подготовленности игроков, трансферной политике, судействе, неудачной попытке сотрудничества с «Зенитом»), отметив, в частности: «Видимо, Санкт-Петербург в первом дивизионе никому не нужен. <…> Мне стыдно за такую игру, за всё, что происходит». Однако в итоге остался в клубе в качестве тренера-консультанта.
25 ноября 2010 года Малофеев стал главным тренером клуба «Псков-747». Покинул этот пост в июле 2011 года с формулировкой «по состоянию здоровья и семейным обстоятельствам».
С 2012 года работал в структуре минского «Динамо». В 2014—2015 — также являлся консультантом в ФК «Петербург»[уточнить].

## Достижения

### Игрока
- Чемпион СССР: 1962.
- Полуфиналист Чемпионата мира: 1966.
- Полуфиналист Чемпионата Европы: 1968.
- Лучший бомбардир чемпионата СССР: 1971.
- Спортсмен года Беларуси: 1963.

### Тренерские
- Чемпион СССР: 1982.
- Выход на чемпионат мира: 1986.
- Выход в финальный футбольный турнир Летней Олимпиады в Лос-Анджелесе: 1984
- Выход в Высшую лигу России: 1993.
- Выход в Первую лигу России (2): 1996, 2009.
- Выход во Вторую Лигу России: 1999.
- Чемпион России (а также — победитель первенства и Кубка МРО «Северо-Запад») среди КФК: 1999.

### Совокупные
- Кавалер Ордена Трудового Красного Знамени: 1983.
- Лауреат Изумрудного ордена УЕФА «За заслуги»: 2009.